# 梅拉泰
梅拉泰（義大利語：Merate），是意大利莱科省的一个市镇。总面积11平方公里，人口14874人，人口密度1352.2人/平方公里（2009年）。国家统计（ISTAT）代码为097048。

## 友好城市
- 法國比藏赛
- 德国卡珀尔恩